# Iqony
Die Iqony GmbH ist ein international agierendes Dienstleistungsunternehmen für Industrie und kommunale Kunden im Bereich der erneuerbaren Energien mit Hauptsitz in Essen. Die Iqony ist eigenständiger Teilkonzern der Steag Iqony Group. Iqony beschäftigt derzeit insgesamt rund 2600 Mitarbeiter und erwirtschaftete 2022, noch als Geschäftsbereich des Steag-Konzerns, rund 1,3 Milliarden Euro.

## Geschichte

### Vorgeschichte
Bis Ende 2022 war die Iqony GmbH in der Steag GmbH eingegliedert. Die Steag GmbH war die zentrale Führungsgesellschaft des Steag-Konzerns. Zum Ende des Jahres 2022 entstand durch eine Teilung des ehemaligen Steinkohlekonzerns die Steag Power GmbH und die Iqony GmbH.

### Firmengründung
In der neu gegründeten Iqony wurden die Dienstleistungen im Bereich der erneuerbaren Energien zusammengeführt. Es handelt sich dabei um die Bereiche Photovoltaik und Windenergie, Wasserstoff, Dekarbonisierung von Industrie und Kommunen, Fernwärmeversorgung, Energiespeicher für Strom und Wärme sowie Aktivitäten im Bereich der Digitalisierung. Infolgedessen wurde aus der bisherigen Steag Solar Energy Solutions GmbH die neue Iqony Solar Energy Solutions GmbH, die seit dem 30. Mai 2024 unter Iqony Renewables (vorher: Iqony Sustainable Energy Solutions GmbH) firmiert.
Im Geschäftsjahr 2022 hatte der Bereich der heutigen Iqony einen operativen Gewinn von rund 240 Millionen Euro erwirtschaftet. Ein Fokus liegt dabei unter anderem auf dem Energiehandel sowie Wärmebereich.

## Konzernstruktur
Die Steag Iqony Group gehört seit 2023 dem spanischen Infrastruktur-Investor Asterion Industrial Partners. Vorher gehörte sie zur Kommunalen Beteiligungsgesellschaft (KSBG) – ein Konsortium der Stadtwerke der sechs Kommunen Dortmund, Duisburg, Bochum, Essen, Oberhausen und Dinslaken. Seit der Teilung des Konzerns in die Iqony und die Steag Power fungiert die STEAG GmbH als Management-Holding.
- Iqony Solutions: Ingenieurleistungen für Energieanlagen,
- Iqony Energies: Dekarbonisierung,
- Iqony Fernwärme: Fernwärme in Essen, Gelsenkirchen und Bottrop,
- Iqony Technischer Service: Wartung und Service für Energieanlagen,
- OPUS: Personaldienstleistungen für Energieunternehmen,
- System Technologies: Software für Energieanlagen,
- Iqony Sustainable Energy Solutions: Dienstleistungen für Solartechnik und erneuerbare Energien,
- Krantz: Luftführungs-, Heiz- und Kühlsystem,
- Steag do Brazil: Tochterunternehmen mit Sitz in Brasilien.

## Geschäftsbereiche
Die Geschäftsbereiche umfassen Energiehandel, Photovoltaik und Windenergie, Wasserstoffaktivitäten, Dekarbonisierung von Industrie und Kommunen, die klimaschonende Fernwärmeversorgung, Energiespeicher für Strom und Wärme sowie Aktivitäten im Bereich der Digitalisierung. Das Unternehmen realisiert in Deutschland und international Projekte für Industrieunternehmen, Energieversorger, Städte und Kommunen. Zudem übernimmt Iqony für die kommunal oder regional tätigen Geschäftspartner Planung und Bau sowie Betrieb der jeweiligen Anlagen.